# Motutanifa
Motutanifa é um ilhéu do atol de Vaitupu, do país de Tuvalu.